# Шульги
Шульги́ — царь Ура, царь Шумера и Аккадa, правил приблизительно в 2094—2046 годах до н. э, из Третьей Династии Ура. Ранее его имя читалось как Дунги, но теперь эта транскрипция не используется.
Сын Ур-Намму. Если верить гораздо более поздней копии Хроники царей Ура, переписанной учеником во времена селевкидского царя Антиоха II, к тому же очень плохо сохранившейся, Шульги был сыном дочери царя Утухенгаля..
Неуклонно и последовательно он упрочивал и расширял полученное в наследство государство, довёл до конца строительство начатых при его отце зданий и сооружений. Археологи находят кирпичи с печатью Шульги там же, где и с печатью Ур-Намму. Подобно отцу, Шульги воздвигает храмы не только в Уре, но и в других городах Шумера.

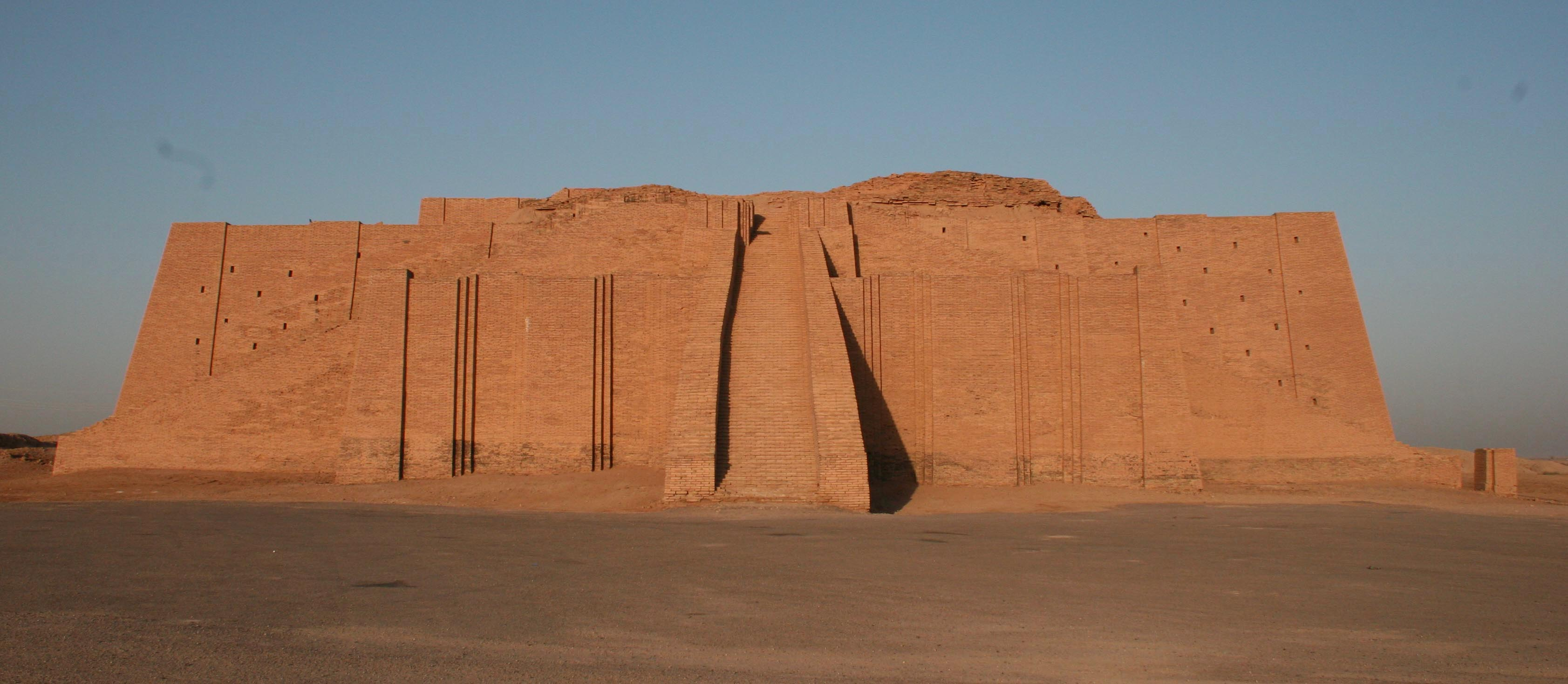
Зиккурат в Уре, достроенный при Шульги

## Реорганизация армии

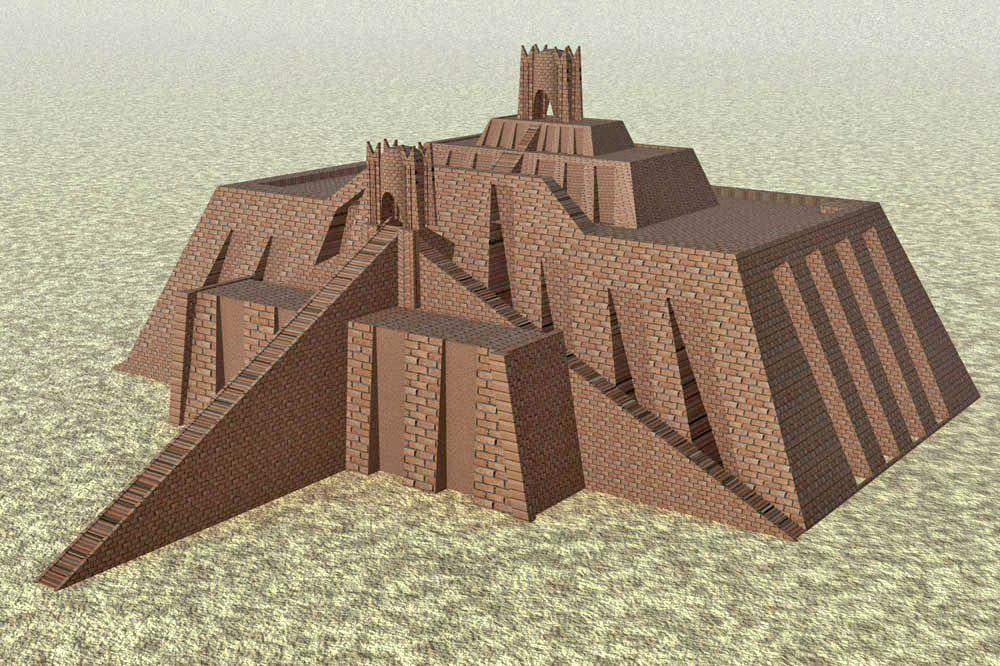
Зиккурат в Уре. Современная реконструкция

Шульги доводит до конца начатую Ур-Намму реорганизацию армии, создав, как и в своё время Саргон Древний, вместо тяжеловооружённой пехоты отряды легковооружённых лучников. 19-й год правления Шульги (ок. 2075 г. до н. э.) отмечен в датировочной формуле как «год когда граждане Ура были обязаны службой лучников», видимо, до этого они были освобождены от военной службы.
Есть основания предполагать, что Шульги раздавал земли своим воинам или небольшим подразделениям и благодаря этому преданные царю гарнизоны, имевшие свои собственные источники доходов, верно защищали интересы государства. При Шульги в Шумере, по-видимому, уже имелось и наёмное войско. Хотя документы, свидетельствующие о появлении наёмников, относятся ко времени правления преемников Шульги, начало этому скорее всего положил именно он.

## Завоевательные походы
Унаследованное царём Шульги государство было невелико, оно занимало южную и центральную часть долины Двуречья, но Шульги во главе своего реорганизованного войска приступил к завоеваниям и добился ряда значительных успехов. На востоке он после ряда походов завоевал к 28 году своего правления (ок. 2066 г. до н. э.) почти весь Элам и вёл после этого храмостроительство в Сузах от собственного имени. Округами Элама правили шумерские чиновники, а за правителей труднодоступных эламских областей он выдал своих дочерей. Так в 2076 г. до н. э. он выдал одну дочь за царя Варахсе (или Мархаши); впоследствии, как сообщает одна надпись, видно, после смерти мужа она стала самостоятельной правительницей этой области. Другая дочь в 2063 г. до н. э. была отдана в жёны правителю Аншана (или Анчана), что однако не помешало Шульги впоследствии примерно в 2060 (или 2059 г. до н. э.) предпринять поход против Аншана и опустошить его. Но со временем выяснилось, что поддерживать силами только собственных войск и чиновничества власть Ура над Эламом — страной отделенной от Шумера горами и болотами затруднительно и Шульги перешёл к другой системе. Он предоставил местным энси самим управлять своими номами (кроме Суз), но шумерских воинов держал в Эламе, а эламских в некоторых шумерских гарнизонах.
На севере Шульги подчинил город Ашшур (Ша-Ашшур, Шашрум) на 43 году правления (ок. 2051 г. до н. э.), город Урбиллум (Арбелы) на 46 году правления (ок. 2048 г. до н. э.), племя лулубеев и город Симуррум на 26 году правления (ок. 2068 г. до н. э.), а также ряд хурритских городов предгорий Загроса (Ганхар (или Карахар), Харши, Кимаш и Хумурти).
Ещё дальше продвинулся Шульги на западе и северо-западе, он полностью подчинил себе, по мнению одних учёных, или приобрёл влияние, по мнению других, в Канеше, в Каппадокии и Алалахе. Дошли тексты о выдаче довольствия гонцам, прибывшим в район Ниппура из Уршу и Эблы, а также об уплате правителями этих городов дани в виде обязательных поставок скота на жертвоприношения в храме Энлиля, а в одном случае о дани древесиной. Таким образом, войска Шульги продвинулись от Нижнего моря до Верхнего, так же как армии Саргона и Нарам-Суэна. Не удивительно, что Шульги взял себе титул «царь Ура, царь Шумера и Аккада, царь четырёх сторон света».

## Подавление мятежей
Повсюду в завоеванных странах Шульги ставит своих наместников, размещает воинские гарнизоны. Вся страна была разделена на округа, которые могли совпадать, а могли и не совпадать с прежними номами; во главе их стояли энси, но теперь это были или сыновья Шульги или просто чиновники, которых по произволу царской администрации перебрасывали с места на место. Но всё равно, то в одном, то в другом месте его обширного государства вспыхивали восстания и Шульги приходилось до самой смерти предпринимать военные походы или посылать карательные экспедиции в восставшие города: так город Симуррум во время правления Шульги подвергался разгрому 5 раз (на 26, 27, 33, 45 и 46 годах правления), по три раза были разгромлены город Ганхар (на 25, 32 и 46 годах) и племя лулубеев (на 26, 33 и 46 годах). Два раза разрушались города Харши (28 и 49 года), Кимаш (47 и 49 годах) и Хумурти (47 и 49 годах).
То, что Шульги испытывал серьёзные трудности, пытаясь усмирить и подчинить субарейцев, видно из письма, которое один из его чиновников по имени Арадму переслал ему откуда-то из Субира. Арадму были даны указания Шульги «держать в хорошем состоянии дороги в страну Субир», укрепить границы страны, «разузнать пути в стране» и «советоваться с собранием мудрых против гнилого(?) семени(?)» — последний термин был, очевидно, условным эпитетом какого-то не названного по имени субарейского вождя, отказывающегося признавать авторитет Шульги. Но Арадму считал ситуацию безнадёжной; «гнилое семя» было богато и влиятельно, он окружил себя приближёнными у каждого из которых было в подчинении по 5000 человек. Это так напугало и деморализовало Арадму, что тот мог только взывать о помощи к Шульги. Сохранился ответ Шульги на это письмо, в котором Шульги подозревает Арадму в измене и прибегает и к угрозам, и к лести, пытаясь удержать Арадму от присоединения к субарейским повстанцам.
К тому же в годы царствования Шульги на западных границах Шумера всё чаще стали появляться вооружённые отряды государства Мари. Очевидно, это были амореи, захватившие этот город и основавшие там своё государство. О столкновениях с амореями упоминают и более ранние источники, например надписи аккадского царя Шаркалишарри.

## Реорганизация жизни внутри страны

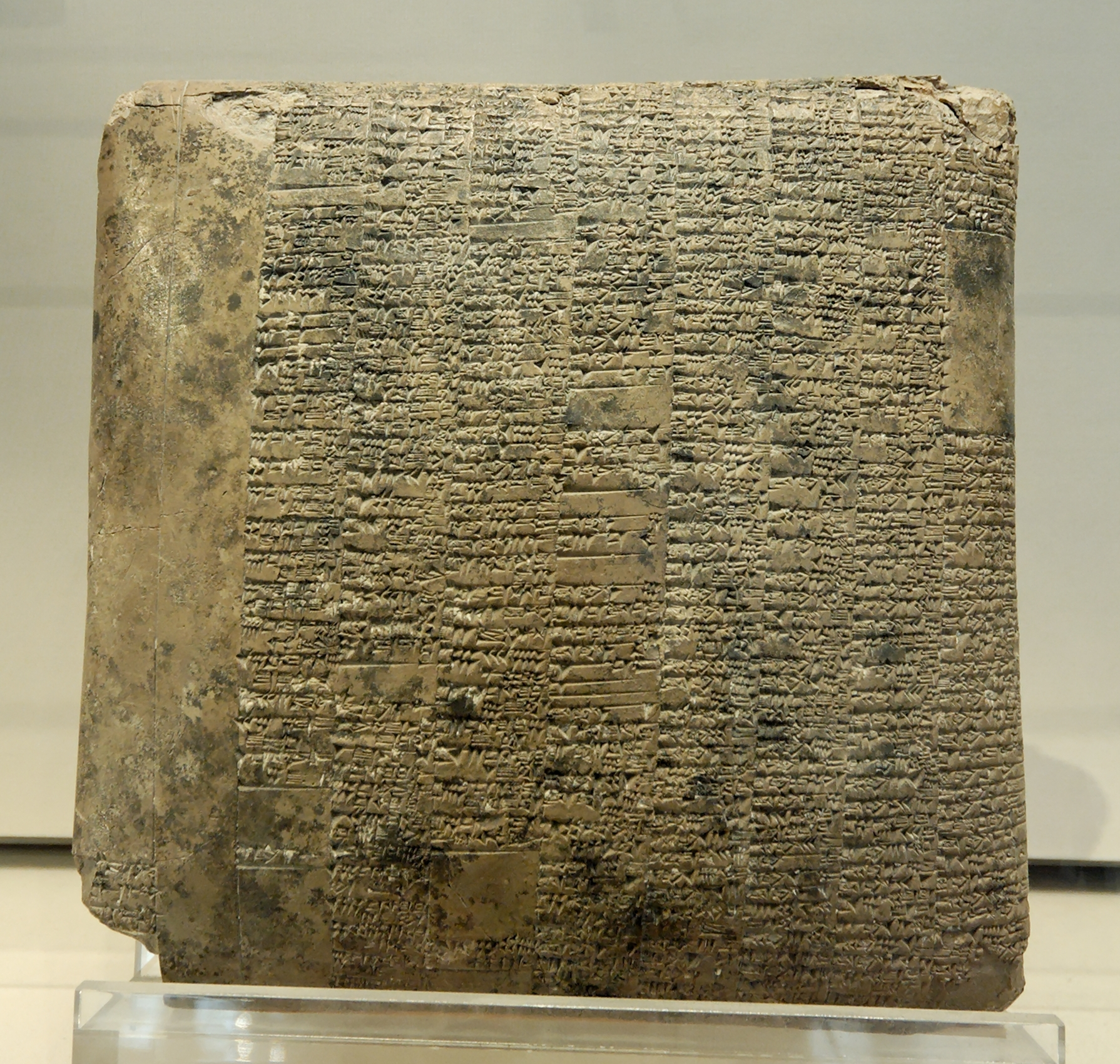
Годовой бухгалтерский отчёт государственных хозяйств, оформленный писцами ответственными за ремесленников: Около 2040 до н. э. (III династии Ура)

При Шульги все храмовые и правительские хозяйства в пределах «царства Шумера и Аккада» были слиты в одно унифицированное государственное хозяйство. Основной персонал этого хозяйства составляли рабыни (нгеме) и т. н. «молодцы» (гуруши); хотя последние и не назывались рабами, но фактически ничем от них не отличались. Шульги соорудил в Уре огромный дворец Эхурсаг, в котором разместил весь чиновничий аппарат государства. Шульги, по-видимому, попытался вообще ликвидировать следы общинного самоуправления. При нём сколько-нибудь существенные судебные дела решал единоличный царский чиновник — энси.
Все те функции, которые прежде выполняла храмовая администрация, теперь перешли к царским чиновникам. Дворец контролировал все стороны хозяйственной жизни Шумера, вёл учёт налоговых поступлений, доходов от царских поместий и мастерских, податей и дани. Продолжая начатую отцом унификацию, Шульги ввёл обязательную для всего государства единую систему мер и весов, определил точный размер пошлин и т. д.
Хотя военные походы отнимали у царя немало времени, он, как мы видим, управлялся и с другими делами. У него даже было хобби. Обнаруженные в Пузриш-Дагане, недалеко от Ниппура, таблички привлекли к этой местности внимание учёных. Первоначально считалось, что Шульги имел здесь свою личную резиденцию., построенную на 39-м году царствования. Однако исследования последующих лет показали, что в этом месте находилась не резиденция, а ферма царя. В документах хозяйственной отчётности перечислены животные, которые здесь содержались. Сохранились таблички, удостоверяющие поступление на ферму в Пузриш-Дагане крупного рогатого скота, овец, коз, ягнят и других животных (в качестве налогов, даров и жертвоприношений от подданных царя). Есть таблички расхода, из которых явствует, что ферма поставляла на царскую кухню всевозможные мясные продукты. В Пузриш-Дагане держали не только домашних животных: коров, баранов, коз, свиней, ослов, но и диких: зубров, туров, ланей, оленей и других. Молоко косули считалось любимым напитком богов и приносилось им в дар. Страстно увлекающийся охотой царь собирал на своей ферме различные виды диких горных козлов, муфлонов, антилоп, газелей, а также кабанов и медведей. Последних, по-видимому, было много, так как мясо молодых медведей поставлялось на дворцовую кухню, а старые «несли охрану» городских ворот, что вызывало у приезжих страх и восхищение перед царём, которому служат даже грозные дикие звери.

## Обожествление
Шульги был самым могущественным царём III династии Ура. Он подчинил своей власти жречество. Могущество Шульги было столь огромно, что он решил взять себе титул бога: в надписях перед его именем, как и перед именами древних шумерских богов, стоит детерминатив бога. К его имени прибавилось имя бога Сина, и он стал называться Шульги-Син.
В честь Шульги-Сина были воздвигнуты храмы, в которых стояли его статуи и совершались жертвоприношения. Седьмой месяц в шумерском календаре стал носить имя царя. Имя царя, подобно тем, которые носили космические божества, стало частью личных теофорных имён (например, «Шульги — жизнь страны Шумер»).

## Законодательная деятельность
Шульги известен в истории не только как грозный завоеватель, но и как законодатель. Он написал законы для своего царства, из которых до наших дней сохранились лишь фрагменты. Однако этого вполне достаточно, чтобы иметь представление о правовой базе Аккадо-Шумерского царства. Так, в сохранившихся параграфах кодекса Шульги говорится о наказаниях за прелюбодеяние, ложный донос и лжесвидетельство, о правилах развода, о телесных повреждениях, о возвращении беглых рабов. Основным видом наказания в законах Шульги была денежная компенсация, которую виновный выплачивал потерпевшему; о смертной казни не упоминается.
Женой Шульги была энергичная, деятельная семитка по имени Абисимти; она пережила Шульги и оставалась вдовствующей царицей при трёх приеемниках Шульги, двое из которых, по крайней мере, — Шу-Суэн и Ибби-Суэн — носили семитские имена. Но хотя Шульги представляется ориентированным на семитов, он был большим почитателем шумерской литературы и культуры и главным патроном шумерской школы, эдуббы. В своих гимнах он похваляется своей образованностью и эрудицией, приобретённой в эдуббе в дни молодости, и заявляет, что прошёл весь курс и стал умелым писарем. Шульги, по его собственным словам, знал шумерский, эламский, аморейский, субарейский языки, и ещё мог поддержать беседу с неким «человеком черных гор».
Правил Шульги 48 лет.

## Список датировочных формул Шульги
|                             | |
| 1 год 2094 / 2093 до н. э.  | Год, когда Шульги [стал] царём mu szul-gi lugal |
| 2 год 2093 / 2092 до н. э.  | Год, когда основание храма Нин-гублага Nin-gublaga было заложено RTC 274 mu usz e2-dnin-gublaga ki ba-a-gar |
| 3 год 2092 / 2091 до н. э.  | Год, когда царь Ура Шульги внёс трон Энлиля из ляпис-лазури [в его храм] mu szul-gi lugal ur2iki-ma-ke4 giszgu-za za-gin3 den-lil2-ra i-na-ku4-ra |
| 4 год 2091 / 2090 до н. э.  | Год, когда основание храма Нинурты было заложено AnOr 13 13 1b mu usz e2-dnin-urta ki ba-a-gar |
| 5 год 2090 / 2089 до н. э.  | Год, когда великая стена Эанна (то есть Урука) была построена mu bad3 gal e2-an-na ba-du3-a |
| 6 год 2089 / 2088 до н. э.  | Год, когда царь привёл в порядок пути Ниппура RlA 2 137 23; BM 28770 mu lugal-e gir3 nibruki si bi2-sa2-a |
| 7 год 2088 / 2087 до н. э.  | Год, когда царь [Шульги] совершил путешествие туда и обратно между Ура и Ниппура (в один день) Year (Szulgi) the king made a round trip between Ur and Nippur (in one day) RlA 2 137 24 mu lugal-e ur2iki-ta nibruki-sze3 szu in-nigin2 |
| 8 год 2087 / 2086 до н. э.  | Год, когда ладья Нинлиль была проконопачена RlA 2 137 25 mu ma2 / ma2-gur8 dnin-lil2-la2 ba-ab-du8 |
| 9 год 2086 / 2085 до н. э.  | a Год, после года, когда ладья Нинлиль [была проконопачена] название года, используемое в Лагаше mu ma2 dnin-lil2-la2-ke4 us2-sa b Год, когда Нанна из Карзида (Karzida) был доставлен в свой храм RlA 2 137 26 mu dnanna kar-zi-daki e2-a-ni ku4 |
| 10 год 2085 / 2084 до н. э. | Год, когда Эхурсаг, [дворец] царя, был построен [в Куту] RlA 2 137 27 mu e2-hur-sag lugal ba-du3 |
| 11 год 2084 / 2083 до н. э. | Год, когда Иштаран из Дера был доставлен в свой храм RlA 2 137 28 mu disztaran bad3-anki / derki e2-a-na ba-ku4 |
| 12 год 2083 / 2082 до н. э. | Год, когда Нимушда из Казаллу был доставлен в свой храм RlA 2 137 29 mu dnu-musz-da ka-zal-luki e2-a-na ba-ku4 |
| 13 год 2082 / 2081 до н. э. | Год, когда Эхалби Ehalbi, [дворец] царя, был построен [в Гирсу] RlA 2 137 30 mu e2-hal-bi lugal ba-du3 |
| 14 год 2081 / 2080 до н. э. | Год, когда Нанна был доставлен в храм Ниппура RlA 2 137 31 mu dnanna nibruki e2-a ba-ku4 |
| 15 год 2080 / 2079 до н. э. | Год, когда Эн-нир-си-Ана Ennirsianna была выбрана в качестве жрицы-энту Нанны с помощью приметы Year Ennirsianna was chosen as en-priestess of Nanna by means of the omens RlA 2 137 32 mu en-nir-si2-an-na en-dnanna masz2-e i3-pad3 |
| 16 год 2079 / 2078 до н. э. | Год, когда слой Нинлиль было сделано Year the bed of Ninlil was made AnOr 13 24 33 mu giszna2 dnin-lil2-la2 ba-dim2 |
| 17 год 2078 / 2077 до н. э. | a Год, после года, когда слой Нинлиль было сделано Year after the year the bed of Ninlil was made mu giszna2 dnin-lil2-la2 us2-sa b Год, когда Эн-нир-си-Ана была поставлена жрицей-энту Нанны Year in which Ennirsianna was installed as en-priestess of Nanna RlA 2 137 34 mu en-nir-si2-an-na en-dnanna ba-hun-ga2 |
| 18 год 2077 / 2076 до н. э. | Год, когда Ририг-мидашу (Liwir-mitaszu), дочь царя, была возвышена до владычества над Мархаши RlA 2 137 35 mu li2-wir-mi-ta2-szu dumu-munus lugal nam-nin mar-ha-sziki ba-il2 |
| 19 год 2076 / 2075 до н. э. | Год, когда Дурум (то есть Дер) был отстроен Or 54 301 mu ezenXku3ki / bad3ki ki-be2 ba-ab-gi4 |
| 20 год 2075 / 2074 до н. э. | a Год, когда Нинхурсаг из Enutur (Тель эль-Убейд) была введена в свой храм Or 54 302 mu dnin-hur-sag e2-nu-tur e2-a-na ba-an-ku4 b Год, когда граждане Ура были обязаны службой копейщиков RlA 2 137 37 mu dumu ur2iki-ma lu2 giszgid2-sze3 ka ba-ab-keszda2 |
| 21 год 2074 / 2073 до н. э. | a Год, когда Нинурта, великий наместник (энси) Энлиля, произнёс зловещие решение [Шульги] привести в порядок счета [храмов] Энлиля и Нинлиль Year in which Ninurta, the great governor of Enlil, having pronounced an ominous decision, (Szulgi) put in order the accounts for (the temples of) Enlil and Ninlil Or 54 302 mu dnin-urta ensi2 gal den-lil2-la2-ke4 esz-bar kin ba-an-du11-ga a-sza3 ni3-ka9 den-lil2 dnin-lil2-ra si bi2-in-sa2-sa2-a b Год, когда после Нинурта, великий губернатор Энлиль, произнес зловещее решение в храм Энлиля и Нинлиль, Шульги, царь Ура, привести в порядок поля счета в храмах Энлиля и Нинлиль Year in which after Ninurta, the great governor of Enlil, had pronounced an ominous decision in the temple of Enlil and Ninlil, Szulgi, the king of Ur, put in order the field accounts in the temples of Enlil and Ninlil RlA 2 137 39 mu dnin-urta ensi2 gal den-lil2-la2-ke4 e2-den-lil2 dnin-lil2-la2-ke4 esz-bar kin ba-an-du11-ga dszul-gi lugal ur2iki-ma-ke4 gan2 ni3-ka9 sza3 e2 den-lil2 dnin-lil2-la2-ke4 si bi2-sa2-a c Год, когда Дер был разрушен mu bad3-anki / derki ba-hul |
| 22 год 2073 / 2072 до н. э. | a Год, после года, когда Нинурта, великий губернатор Энлиль, после того, выраженным зловещим решение в храм Энлиля и Нинлиль, Шульги, царь Ура, привести в порядок поля счета в храмах Энлиля и Нинлиль Year after the year in which Ninurta, the great governor of Enlil, after having pronounced an ominous decision in the temple of Enlil and Ninlil, Szulgi, the king of Ur, put in order the field accounts in the temples of Enlil and Ninlil mu us2-sa dnin-urta ensi2 gal den-lil2-la2-ke4 e2-den-lil2 dnin-lil2-la2-ke4 esz-bar kin ba-an-du11-ga dszul-gi lugal ur2iki-ma-ke4 gan2 ni3-ka9 sza3 e2 den-lil2 dnin-lil2-la2-ke4 si bi2-sa2-a b Год, после года, когда Дер был разрушен Or 54 302 mu us2-sa bad3-anki / derki ba-hul |
| 23 год 2072 / 2071 до н. э. | a Второй год, после года, когда счета киркой были сделаны (Лагаш) Second year after the year the accounts of the pickax were made (Lagasz) BM 23455 mu us2-sa ni3-ka9-ak al-la-ka mu us2-sa-bi b Год, когда божественному Шульги, царю, была дана верховная власть от Энлиля … Year the divine Szulgi, the king, was given supreme power by Enlil … Or 54 302 mu dszul-gi lugal-e a2 mah den-lil2 sum-ma-ni … |
| 24 год 2071 / 2070 до н. э. | Год, когда Кархар был разрушен RlA 2 137 43 mu kara2-harki ba-hul |
| 25 год 2070 / 2069 до н. э. | a Год, после года, когда Кархар был разрушен mu us2-sa kara2-harki ba-hul b Год, когда Симуррум был разрушен RlA 2 137 44 mu si-mu-ru-umki ba-h |
| 26 год 2069 / 2068 до н. э. | a Год, после года, когда Симуррум был разрушен RlA 2 137 45 mu us2-sa si-mu-ru-umki ba-hul b Год, когда Симуррум был разрушен во второй раз mu si-mu-ru-umki a-ra2 2-kam-ma-asz ba-hul |
| 27 год 2068 / 2067 до н. э. | a Год, после года, когда Шульги, сильный человек, царь четырёх сторон света, уничтожил Симуррум во второй раз mu szul-gi nita kalag-ga lugal an ub-da limmu2-ba-ke4 si-mu-ur4-umki a-ra2 2-kam-asz mu-hul-a mu us2-sa-bi b Год, когда Харши был разрушен RlA 2 137 46; BM 24479 mu ha-ar-sziki ba-hul |
| 28 год 2067 / 2066 до н. э. | Год, когда szita-священник-кто-свято-ходатайствует-на-Шульги, сын Шульги, сильный человек, царь Ура, царь четырёх сторон света, был установлен как ан-священник Энки в Эриду Year the szita-priest-who-piously-intercedes-for-Szulgi, the son of Szulgi, the strong man, the king of Ur, the king of the four corners of the universe, was installed as en-priest of Enki in Eridu YBC 859; BM 26209 mu en nam-szita4 dszul-gi-ra-ke4 ba-gub-ba-sze3 szud3-sag en-den-ki eriduki-ga dumu szul-gi nita kalag-ga lugal ur2iki-ma lugal an ub-da 4-ba-ke4 ba-a-hun или mu en-nam-szita4 dszul-gi-ra-ke4 ba-gub en-den-ki eriduki-ga dumu dszul-gi nita kalag-ga lugal ur2iki-ma lugal an ub-da limmu2-ba-ka ba-a-hun |
| 29 год 2066 / 2065 до н. э. | Год после года, когда szita-священник-кто-свято-ходатайствует-на-Шульги, сын Шульги, сильный человек, царь Ура, царь четырёх сторон света, был установлен как ан-священник Энки в Эриду Year after the year the szita-priest-who-piously-intercedes-for-Szulgi, the son of Szulgi, the strong man, the king of Ur, the king of the four corners of the universe, was installed as en-priest of Enki in Eridu YBC 859 mu us2-sa en nam-szita4 dszul-gi-ra-ke4 ba-gub-ba-sze3 szud3-sag en-den-ki eridu{ki}-ga dumu szul-gi nita kalag-ga lugal ur2iki-ma lugal an ub-da 4-ba-ke4 ba-a-hun |
| 30 год 2065 / 2064 до н. э. | Год, когда энси Аншана взял дочь царя в жёны RlA 2 137 49; BM 28662 mu dumu-munus lugal ensi2 an-sza-anki-ke4 ba-an-tuk или mu dumu-munus lugal ensi2 an-sza-anki-ke4 ba-an-du |
| 31 год 2064 / 2063 до н. э. | a Год после года, когда энси Аншана взял дочь царя в жёны mu us2-sa dumu-munus lugal ensi2 an-sza-anki-ke4 ba-an-tuk b Год, когда Кархар был разрушен во второй раз RlA 2 137 50 mu kara2-harki a-ra2 2-kam-asz ba-hul |
| 32 год 2063 / 2062 до н. э. | Год, когда Симуррум был разрушен уже в третий раз RlA 2 137 51 mu si-mu-ru-umki a-ra2 3-kam-asz ba-hul |
| 33 год 2062 / 2061 до н. э. | a Год после года, когда Симуррум был разрушен уже в третий раз RlA 2 137 52 mu us2-sa si-mu-ru-umki a-ra2 3-kam-asz ba-hul b Год, когда Кархар был разрушен уже в третий раз mu kara2-harki a-ra2 3-kam-asz ba-hul |
| 34 год 2061 / 2060 до н. э. | a Год после года, когда Кархар был разрушен уже в третий раз mu us2-sa kara2-harki a-ra2 3-kam-asz ba-hul b Второй год после года, когда Симуррум был уничтожен в третий раз mu us2-sa a-ra2 3-kam-asz si-mu-ru-umki ba-hul mu us2-sa-bi c Год, когда Аншан был разрушен RlA 2 137 53 mu an-sza-anki ba-hul |
| 35 год 2060 / 2059 до н. э. | Год после года, когда Аншан был разрушен RlA 2 137 54 mu us2-sa an-sza-anki ba-hul |
| 36 год 2059 / 2058 до н. э. | a Второй год после года, когда Аншан был разрушен mu us2-sa an-sza-anki ba-hul mu us2-sa-bi b Год, когда Нанна из Гаеша Gaesz был доставлен в свой храм BM 18746 mu dnanna ga-eszki e2-ba-a ba-ku4 c Год, когда Нанна из Карзида был во второй раз принесён в свой храм название года, используемое в Пузриш-Даган (ныне Дрехем) mu dnanna kar-zi-daki a-ra2 2-kam-asz e2-a-na ba-an-ku4 d Год, когда Нанна из Карзида был доставлен в храм название года, используемое в Лагаше mu dnanna kar-zi-daki e2-a-na ba-an-ku4 e Год, когда Нанна из Карзида был во второй раз принесён в свой храм название года, используемое в Ниппуре mu dnanna kar-zi-daki a-ra2 2-kam-ma-sze3 e2-a-na ba-an-ku4 f Год, когда Нанна из Карзида был во второй раз принесён в свой храм название года, используемое в Умме mu dnanna kar-zi-daki a-ra2 2-kam e2-a-na ba-an-ku4 g Год, когда Нанна из Карзида [был доставлен в храм] Энанна [в Уре] название года, используемое в Уре mu dnanna kar-zi-daki e2-nun-na-sze3 / agrun-na-sze3 |
| 37 год 2058 / 2057 до н. э. | a Год после года, когда Нанна из Карзида был во второй раз принесён в свой храм mu us2-sa dnanna kar-zi-daki a-ra2 2-kam e2-a-na ba-an-ku4 b Год, когда Нанна и царь Шульги построили стену страны Year Nanna and Szulgi the king built the wall of the land YBC 476 mu dnanna u3 dszul-gi lugal-e bad3 ma-da mu-du3 c Год, когда стена страны была построена mu bad3 ma-da ba-du3 |
| 38 год 2057 / 2056 до н. э. | Год после года, когда стена страны была построена RlA 2 137 57 mu us2-sa bad3 ma-da ba-du3 |
| 39 год 2056 / 2055 до н. э. | a Второй год после года, когда стена страны была построена RlA 2 137 59 mu us2-sa bad3 ma-da ba-du3 mu us2-sa-bi b Год, когда Шульги, царь Ура, царь четырёх сторон света, построил храм Пузриш-Даган / храм Шульги BM 23420, 28018 mu dszul-gi lugal ur2iki-ma-ke4 lugal an ub-da 4-ba-ke4 e2-puzur4-isz-dda-ganki e2-dszul-gi-ra mu-du3 |
| 40 год 2055 / 2054 до н. э. | Год после года, в котором храм Пузриш-Даган был построен mu us2-sa e2-puzur4-isz-dda-ganki ba-du3-a |
| 41 год 2054 / 2053 до н. э. | Второй год после года, в котором храм Пузриш-Даган был построен RlA 2 137 60 mu us2-sa e2-puzur4-isz-dda-ganki ba-du3-a mu us2-sa-a-bi |
| 42 год 2053 / 2052 до н. э. | a Третий год после года, в котором храм Пузриш-Даган был построен mu us2-sa e2-puzur4-isz-dda-ganki ba-du3-a mu us2-sa-a-ba mu us2-sa-a-bi b Год, когда царь Шульги уничтожил Шашрум (то есть Ашшур) RlA 2 137 61 mu lugal-e sza-asz-ru-umki mu-hul |
| 43 год 2052 / 2051 до н. э. | a Год после года, когда Шашрум был разрушен mu us2-sa sza-asz-ru-umki ba-hul b Год, когда Эн-убур-зи-анна Enuburzianna была выбрана в качестве жрицы-энту Нанны с помощью приметы RlA 2 137 62 mu en-ubur-zi-an-na en-dnanna masz-e / masz2-e i3-pad3 |
| 44 год 2051 / 2050 до н. э. | a Год после года, когда (Эн-убур-зи-анна) жрица-энту Нанны была выбрана с помощью приметы RlA 2 137 62 mu us2-sa en-dnanna masz-e / masz2-e i3-pad3 b Год, когда Симуррум и Луллубум (то есть луллубеи) были разрушены уже в девятый раз RlA 2 142 63 mu si-mu-ru-umki u3 lu-lu-bu-umki / lu-lu-bum2ki a-ra2 10-la2-1-kam-asz ba-hul |
| 45 год 2050 / 2049 до н. э. | a Год после года, когда Симуррум и Луллубум были разрушены уже в девятый раз mu us2-sa si-mu-ru-umki u3 lu-lu-bu-umki a-ra2 9-kam-asz ba-hul b Год, в котором Шульги сильный человек, царь Ура, царь четырёх сторон, разбил предводителей Урбилума (Арбелы), Симуррума, Луллубума и Кархара в одну кампанию RlA 2 142 64 mu dszul-gi nita kalag-ga lugal ur2iki-ma lugal an ub-da limmu2-ba-ke4 ur-bi2-lumki / ar-bi2-lumki si-mu-ru-umki lu-lu-buki u3 kara2-harki 1-sze3 / asz-sze3 sag-du-bi szu-bur2-a bi2-ra-a / im-mi-ra |
| 46 год 2049 / 2048 до н. э. | a Год после года, когда Урбилум был разрушен mu us2-sa ur-bi2-lumki ba-hul b Год, когда Шульги сильный человек, царь Ура, царь четырёх сторон, уничтожил Кимаш, Хурти и их территории в один день RlA 2 143 65 mu dszul-gi nita kalag-ga lugal ur2iki-ma lugal an ub-da limmu2-ba-ke4 ki-maszki hu-ur5-tiki u3 ma-da-bi u4 1-a mu-hul |
| 47 год 2048 / 2047 до н. э. | a Год после года, когда Кимаш был разрушен mu us2-sa ki-maszki ba-hul b Год после года, когда Шульги сильный человек, царь Ура, царь четырёх сторон, уничтожил Кимаш, Хурти и их территории в один день RlA 2 143 66 mu dszul-gi nita kalag-ga lugal ur2iki-ma lugal an ub-da limmu2-ba-ke4 / 4-ba-ke4 ki-maszki hu-ur5-tiki u3 ma-da-bi u4 1-a mu-hul-a mu us2-sa-bi |
| 48 год 2047 / 2046 до н. э. | a Второй год после года, когда Кимаш был разрушен mu us2-sa ki-maszki ba-hul mu us2-sa-a-bi b Год, когда Харши, Кимаш, Хурти и их территории были уничтожены в один день RlA 2 143 67 mu ha-ar-sziki ki-maszki hu-ur5-tiki u3 ma-da-bi u4 1-bi / u4 1-a ba-hul c Год, когда Кимаш был разрушен во второй раз BM 18807 mu ki-maszki a-ra2 2-kam ba-hul d Год, когда во второй раз Харши был разрушен BM 23730 mu 2-kam ha-ar-sziki ba-hul |

| III династия Ура         |                                                                         |                     |
| Предшественник: Ур-Намму | царь Ура, царь Шумера и Аккада ок. 2094 — 2046 до н. э. (правил 48 лет) | Преемник: Амар-Суэн |